# Dalea illustris
Dalea illustris är en ärtväxtart som beskrevs av Rupert Charles Barneby. Dalea illustris ingår i släktet Dalea, och familjen ärtväxter. Inga underarter finns listade i Catalogue of Life.